# S Club
S Club es un grupo pop británico creado en 1998 por Simon Fuller, comprendido por Paul Cattermole, Jon Lee, Bradley McIntosh, Rachel Stevens, Hannah Spearritt, Jo O'Meara y Tina Barrett. El grupo llegó a la fama protagonizando su propia serie de televisión llamada "Miami 7", por la CBBC en 1999. 
A través de los cinco años que estuvieron juntos, S Club 7 logró: cuatro sencillos Número 1 en Inglaterra, un álbum Número 1 en el mismo país, una serie de sencillos Número 1 alrededor de toda Europa, y sencillos Top 10 en Estados Unidos, Asia, América Latina y África. Grabaron un total de 6 álbumes (4 de estudio y 2 compilatorios), y realizaron 13 canciones como sencillo, llegando a vender más de 18.000.000 de álbumes alrededor del mundo. Su primer álbum, "S Club", tuvo un fuerte estilo pop de los noventa, similar al de muchos artistas de su época. Sin embargo, a través de su carrera, su enfoque musical cambió a un estilo más R&B, que se nota principalmente en su último álbum de estudio, "Seeing Double".
El concepto y la marca del grupo fue creado por Simon Fuller, quien fue también su mánager a través de 19 Entertainment. Fueron contratados por Polydor Records. Su serie de televisión tuvo cuatro temporadas de emisión, mostrando el viaje del grupo a través de Estados Unidos para terminar, finalmente, en España. La serie se hizo popular en más de 100 países diferentes, donde fue vista por más de 90.000.000 de espectadores. El show, que se trataba de una comedia juvenil, a menudo reflejaba momentos de la vida real que le iban ocurriendo a la banda, incluyendo la relación amorosa entre Paul Cattermole y Hannah Spearritt, así como también la eventual salida del grupo del primero.
Así como la popularidad de su serie de televisión, S Club 7 ganó dos Brit Awards: en 2000, como grupo revelación, y en 2002, como mejor sencillo. En 2001, el grupo ganó el premio "Record of the Year". Pero el éxito del grupo pronto cambió, cuando Paul Cattermole anunció que iba a dejar la banda, en 2002. Su sencillo número 11 alcanzó el puesto 5 en las listas inglesas, y su último álbum de estudio falló al no ingresar al Top 10.
Después de que Paul Cattermole dejara el grupo, S Club 7 luchó con muchos rumores que presumían que estaban a punto de separarse. Sin embargo, el 21 de abril de 2003, durante su último tour, la banda anunció que se iban a separar. Después de una separación de 5 años, fue anunciado en octubre de 2008 que Paul Cattermole, Bradley McIntosh y Jo O'Meara se presentarían en un tour de mini reunión. Este consiste en una serie de presentaciones en universidades y discotecas, donde los tres exmiembros interpretan unas cuantas canciones seleccionadas de su álbum "Best: The Greatest Hits of S Club 7".
El 20 de octubre de 2014, y luego de varios rumores de una reunión, S Club 7 confirma su regreso con una presentación oficial el 14 de noviembre en la telemaratón inglesa Children in Need.

## Historia

### Formación
Simon Fuller asegura haber llegado al concepto de S Club 7 el día después de haber sido despedido por las Spice Girls en 1997. El grupo se formó después de realizar audiciones en las que participaron más de 10 000 aspirantes. Rachel Stevens fue la única que no audicionó para ganarse su lugar en la banda. En realidad, dos productores de 19 Entertainment se le acercaron y le pidieron que fuera a los estudios para grabar un demo para Simon Fuller. Tanto Paul Cattermole como Jo O'Meara fueron también avistados por productores de 19 Entertainment, pero a estos se les pidió audicionar. Después de que las audiciones fueran publicadas en "The Stage", Jon Lee, Bradley McIntosh, Hannah Spearritt y Tina Barrett concurrieron por decisión personal. Después de algunos ajustes finales, incluyendo la eliminación de tres miembros originales, S Club 7 fue formado.
Una vez decidida la línea final, el grupo viajó a Italia para familiarizarse los unos con los otros. Hablando sobre esta primera reunión, Rachel Stevens remarcó que, en el grupo, todos se sintieron cómodos unos con otros desde el principio. No se sabe de dónde se origina el nombre S Club 7, pero se ha dicho que a los miembros simplemente les gustaba el hecho de que muchas palabras empiezan con la letra "S".

### 1999-2000: "Miami 7" y "S Club"
S Club 7 apareció en la atención pública por primera vez en 1999, protagonizando su propia serie de televisión, "Miami 7". El show salió al aire en la CBBC de la BBC One, siendo una sitcom juvenil basada en las vidas de los miembros del grupo, que se encontraban en Miami buscando fama en América. La serie también fue emitida en Estados Unidos, primero en "Fox Family", y luego en ABC Family. Para América, fue retitulada "S Club 7 in Miami", donde la "S" significaba "súper". Finalmente, el show logró éxito mundial, siendo visto por más de 90.000.000 de personas en más de 100 países diferentes. Al finalizar esta primera serie, la banda grabó dos especiales de televisión. El primero, "Back to the Fifties", que fue emitido por CITV en lugar de CBBC, cuenta la historia de cómo los miembros del grupo se encuentran con ellos mismos en el año 1959. En el segundo, "Boyfriends and Birthdays", el novio de Rachel le da un ultimátum: que elija entre irse a vivir con él o permanecer con la banda.
Dentro de las series de televisión, y en el paralelo de la marca, cada miembro de S Club 7 tenía sus propias características, que contenían formas exageradas de sus homólogas vidas reales, así como también su propio e identificable "S Club colour". Hannah Spearritt, por ejemplo, tenía como "S Club colour" al color amarillo, que, como ella describió, reflejaba su propia personalidad: brillante y feliz. Una caracterización similar, así como el formato de su show, fue más notablemente visto en las series estadounidenses The Monkees, y la prensa de dicho país aclamó que S Club 7 era el The Monkees de la próxima generación. Sin embargo, Joel Andryc (vicepresidente de Fox Family), estableció que "Miami 7" era de relaciones mucho más impulsadas que The Monkees, y que los jóvenes, ahora, son más sofisticados. En 2007, la red canadiense "TVtropolis" puso al aire un show llamado "TV Match Up" que enfrentaba series clásicas de televisión. Un episodio en particular enfrentó a The Monkees contra S Club 7.
A raíz de "Miami 7", S Club 7 realizó el tema de apertura de la serie como su primer sencillo el 9 de junio de 1999. El up-tempo "Bring It All Back", con vocales distribuidos entre los 7 integrantes, alcanzó el puesto Número 1 en las listas musicales de Inglaterra, y después de vender más de 300.000 copias, fue certificado "platino" por la BPI. Hablando sobre la posición alcanzada por "Bring It All Back", el grupo aseguró que se sintieron nerviosos y al límite antes de saber que habían alcanzado el Número 1. Una vez recibida la llamada telefónica de la compañía discográfica, la banda celebró con aplausos, gritos y llantos.
El éxito de S Club 7 aumentó todavía más, y como la campaña de Marketing que Simon Fuller había implementado con las Spice Girls, era un hecho que el grupo se convertiría en una comodidad mercadotécnica. Como evidencia de esto, la fabricante mundial de juguetes Hasbro aceptó una licencia exclusiva con 19 Entertainment, que incluía derechos mundiales en la categoría de muñecos modernos. Más tarde, los muñecos cantantes de S Club 7 fueron puestos en el mercado. Una revista oficial, club de fanes y un bloc de notas con motivos de "Miami 7" fueron también lanzados, persiguiendo los objetivos corporativos de 19 Entertainment.
A través del curso del año, el grupo sumó más éxito en las listas musicales, luego de que su segundo sencillo, "S Club party" (con vocales distribuidos entre los 7 integrantes), entrara en el puesto Número 2 de Inglaterra y yendo directamente al Número 1 en Nueva Zelanda. Su tercer y cuarto sencillos fueron lanzados en un mismo sencillo, siendo uno de ellos el up-tempo de estilo retro "You're my number one", y el otro, la balada "Two in a million" coescrita por Cathy Dennis. Ambas canciones fueron los dos primeros sencillos en donde Jo O'Meara fue la voz principal, estableciendo una especie de estándar para realizaciones futuras. Los sencillos también llegaron al número 2 en Inglaterra. Continuando con el suceso de su serie de televisión y de los sencillos realizados, el grupo lanzó su álbum "S Club" en octubre de 1999. El mismo rápidamente ascendió al puesto Número 2 de las listas inglesas, siendo luego certificado de "doble platino". El álbum consistió en una variedad de estilos, incluyendo tracks de motown y salsa.
Debido a la creciente demanda del grupo, los miembros debían lidiar con agotadores horarios. Pasando más de 13 semanas en América grabando la primera temporada de sus series y los consiguientes especiales de televisión, los integrantes de S Club 7 frecuentemente sentían que los viajes de ida y vuelta de Inglaterra a Estados Unidos eran probablemente más cansadores que lo que realmente iban a hacer a ese país. Paul Cattermole una vez comentó que la velocidad de los horarios a veces causaba una especie de sensación de querer perderse en los sueños, en sus cabezas, pues el grupo se sentía a menudo agotados y cansados. Además de los horarios de grabación, el grupo frecuentemente se presentaba en festivales de música pop de alto perfil, como "Party in the Park", donde cantaban para más de 100.000 fanes. La intensidad de los horarios fue una batalla constante para el grupo, que continuaría haciéndose sentir a lo largo de todos los años en que S Club 7 estuvo unido. A pesar de ello, la banda siempre permaneció con la solidaridad de que eran todos buenos amigos, cuidando un montón unos de otros y apoyándose en momentos difíciles dentro del grupo.

### 2000-2001: "L.A. 7" y "Seven"
En febrero de 2000, el grupo ganó el premio "British Breakthrough Act" de los Brit Awards. En abril de ese mismo año, la segunda temporada de las series de S Club 7, "L.A. 7" (renombrada "S Club 7 in L.A." en Estados Unidos), salió al aire. Esta temporada mostró el abandono del grupo de la ciudad de Miami para mudarse a Los Ángeles, en busca de un contrato discográfico. La canción de entrada fue "Reach", otro track up-tempo de estilo retro, con vocales distribuidos entre los 7 integrantes, y coescrita por Cathy Dennis.
"Reach" fue realizada como sencillo en mayo de 2000, alcanzando el Número 2 en las listas musicales de Inglaterra. Probablemente, se convirtió en uno de los sencillos más exitosos del grupo, allanando el camino para su segundo álbum, "Seven", que fue lanzado el 12 de junio de 2000. Este álbum constituyó una salida de los estilos abiertamente pop de "S Club", con canciones perfiladas más a lo R&B en lugar del tradicional sonido pop de los noventa de su primer álbum. Alcanzó el Número 1 en las listas inglesas, siendo certificado de "triple platino", y récord de oro en Estados Unidos. El segundo sencillo del álbum, "Natural", tuvo a Rachel Stevens como voz principal. Llegó al puesto Número 3 en septiembre de 2000.
S Club 7 tuvo una activa participación promoviendo distintos y varios actos de caridad durante su tiempo como banda. Además de su presentación en "Children in Need", la banda lanzó, el 25 de septiembre de 2000, una serie de especiales de televisión llamados "S Club 7 Go Wild!", en el que se mostraba a cada uno de los miembros ayudando a un animal en extinción. Trabajando junto con el Fondo Mundial para la Naturaleza, cada miembro viajaba a un destino distinto del mundo con la esperanza de aumentar la concientización acerca de las siete criaturas en peligro, incluidos el tigre siberiano y el guacamayo. En octubre de 2000, lanzaron la anual "Poppy Appeal Campaign" junto a la dama Thora Hird, y apoyaron la primera campaña en favor de los niños del grupo "Woolworth" entre 1999 y 2000. La banda también grabó vocales para la canción "It's Only Rock 'N' Roll", que juntó dinero para "Children's Promise", una alianza de siete benefactoras de niños: "Bernardo's", "Children in Need", "Childline", "The Children's Society", "Comic Relief", "NCH" y "NSPCC". Se trató de un cover de la canción dicha, originalmente de los Rolling Stones, en la cual el grupo contribuyó con vocales junto con otros populares artistas, como Mary J. Blige, Natalie Imbruglia y las Spice Girls. Entró en las listas inglesas en el Número 19.
En noviembre de 2000, S Club 7 fue invitado a realizar la canción oficial de la campaña "Children in Need" de ese año, de la BBC en Inglaterra. Una nueva canción fue grabada y lanzada: la balada "Never Had A Dream Come True", con voz principal de Jo O'Meara. Luego de llegar a la cima de las listas inglesas en diciembre de 2000, la canción fue adherida a una nueva edición del álbum "Seven", junto con otro nuevo track: un cover de la canción "Lately" de Stevie Wonder.
El 20 de marzo de 2001, Paul Cattermole, Jon Lee y Bradley McIntosh fueron encontrados con marihuana en el Covent Garden de Londres. Los tres fueron cuestionados por la policía en la estación de Charing Cross, y absueltos sin cargos. Pasado el hecho, realizaron una disculpa pública, diciendo que habían sido "muy estúpidos" y que estaban "muy apenados", admitiendo haber cometido un "estúpido error". Este episodio afectó un poco la imagen del grupo, que había logrado muchos fanes menores de edad y con la aceptación de sus padres gracias al carácter inocente de la serie. BT Group y Cadbury Schweppes, empresas que habían cerrado tratos con S Club 7, dijeron estar muy decepcionados al enterarse de la detención, pero que mantendrían sus contratos con la banda. Sin embargo, la firma de cereales Quaker Oats terminó relaciones con 19 Entertainment luego de saber lo de la detención policial. También hubo rumores de que la compañía de merchandising PMS International iba a iniciar un juicio por £800.000 en contra de la banda, por disminución de ventas como consecuencia directa del escándalo con las drogas. Sin embargo, esto nunca sucedió, y cualquier duda acerca del futuro del marketing del grupo terminó cuando Pepsi firmó contrato con la banda menos de un mes después del conflicto con las drogas.

### 2001-2002: "Hollywood 7" y "Sunshine"
"Never Had A Dream Come True" marcó una dirección más madura para el grupo, aunque igual retuvo sus sensibilidades pop. Esta dirección se continuó en su tercer álbum de estudio, "Sunshine". El álbum contenía a la canción que se convertiría en una de las más populares de la banda: "Don't Stop Movin'", con Bradley McIntosh y Jo O'Meara en voces principales. La canción, de estilo disco y realizada en abril de 2001, marcó un nuevo éxito para el grupo, ya que el sencillo fue directamente al Número 1, fue certificado "platino", y se convirtió en el séptimo sencillo más vendido del año 2001. Bradley McIntosh expresó estar nervioso por el hecho de tomar voz principal, y preocupado por la reacción de la gente. Sin embargo, luego de que la canción entrara en el Número 1, se sintió que había sido apoyado por los fanes, y todos los miedos se aliviaron. Él también remarcó que el sencillo había marcado un nuevo piso para el grupo, y Paul Cattermole consideró que esa era su mejor canción por millas. S Club 7 ganó el premio "Record of the Year" por la canción, y en febrero de 2002, el hit les hizo ganar el segundo Brit Awards a la banda, como mejor sencillo inglés. Desde entonces, la canción ha sido copiada por The Beautiful South para su álbum "Golddiggas, Headnodders and Pholk Songs" en 2004, así como también por Starsailor, que grabó la canción para el segmento "Live Lounge" de la BBC Radio 1.
Hacia la primavera de 2001, el grupo se encontraba desesperado por realizar un tour. Era algo que siempre habían querido hacer, pero que no podían, porque las cosas eran siempre muy agitadas. Luego de pasar la mayor parte de principios de 2001 ensayando, el "S Club Party Tour 2001" comenzó el 19 de mayo de 2001. Describiendo el tour, Rachel Stevens remarcó que ver una multitud de más de 13 000 fanes yendo a verlos cada noche daba una sensación más que increíble. Todos los miembros del grupo compartían un ataque de adrenalina, así como también una ola de emoción antes de salir al escenario. Una vez terminado el tour, el grupo debió viajar de nuevo a Estados Unidos para grabar la tercera temporada de sus series de televisión, "Hollywood 7". Esta tercera temporada, que estuvo situada también en Los Ángeles, fue la favorita de la banda para filmar, porque ya tenían más experiencia en la actuación, y podían dejar caer sus hombros y empezar a disfrutar de ellos mismos. El grupo, sin embargo, tenía que hacer frente continuamente a horarios intensos, que comenzó desde temprano mientras grababan el programa, algo que, a pesar de que el grupo se sentía confortable en ese tiempo, fue finalmente llevando a su desintegración.
"Hollywood 7" salió al aire en septiembre de 2001, y uno de los hechos que mostró en pantalla fue un beso entre Paul Cattermole y Hannah Spearritt, quienes habían comenzado una relación en la vida real. Esa relación, que había sido mantenida en secreto por seis meses, fue bien recibida por la banda, cuyos miembros aclamaron que los hizo a todos más cercanos como amigos. "Hollywood 7" estuvo en pantalla junto un nuevo reality show de la CBBC llamado "S Club Search", que invitaba a niños a extender la marca S Club, audicionando para formar una versión más joven de la banda. El nuevo grupo fue formado para cantar y bailar en el futuro tour de S Club 7, el "S Club Carnival Tour 2002". Los ocho chicos que pasaron a formar parte del grupo se nombraron a sí mismos S Club Juniors, y tuvieron 6 hits en el Top 10 de Inglaterra.
Los efectos del sencillo caritativo de S Club 7, "Never Had A Dream Come True", fueron sentidos cuando el grupo entregó más de £200.000 a "Children in Need", de las ventas de su CD luego de la realización de "Don't Stop Movin'" en abril de 2001. Como resultado, S Club 7 fue invitado nuevamente, ofreciéndosele grabar un segundo sencillo consecutivo para "Children in Need", en noviembre de 2001. Se decidió que "Have You Ever", una canción coescrita por Chris Braide y Cathy Dennis con voz principal de Jo O'Meara, sería la realizada para la campaña de caridad. Tras el suceso del sencillo del año anterior, la presentación de esa noche contó con la participación de muchos chicos de escuelas primarias, que habían grabado su propia versión del estribillo de la canción. La banda se sintió encantada de haber podido contribuir, una vez más, con la campaña "Children in Need", sintiendo que estar envueltos en ello significaba un montón para ellos y sintiéndose privilegiados por ser capaces de ayudar. También comentaron que era bueno que los niños ingleses en edad escolar se comprometieran con juntar dinero para la caridad. El sencillo fue otro éxito para el grupo, convirtiéndose en su cuarto Número 1, así como también en el vigésimo primer sencillo más vendido de 2001.
En enero de 2002, S Club 7 inició su segundo tour, el "S Club Carnival Tour 2002", que tuvo el fin de complacer a los fanes a través de la estilización de sus canciones, para que encajaron en un motivo de carnaval, con estilos musicales de diferentes países del mundo. Hablando sobre el tour, Bradley McIntosh lo describió como un show más antiguo, lo que significó un cambio del "S Club Party Tour 2001", que fue más como goma de mascar. Paul Cattermole comparó al tour de 2001, al que definió más teatral, con el de 2002 como más brillante y con el concepto de concierto. El tour fue, en general, bien recibido por los niños de los medios, describiéndolo como diverso y deslumbrante, mientras que el grupo fue criticado por los periodistas por ser, según ellos, como una compilación de niños amigables de entradas de Eurovision, aunque concedieron que se trataba de un show hábil y decentemente valuado. Paul Cattermole fue también criticado por estar excedido de peso y por bailar mal.
Luego del éxito de sus últimos sencillos, la mayoría de los cuales habían llegado al Número 1, S Club 7 falló en llegar al tope de las listas cuando realizó su decimoprimer sencillo, "You", con vocales distribuidos entre los 7 integrantes. Pero llegó al Número 2 en Inglaterra. El sencillo, que fue descripto como un track irónico y brillante al estilo dulce de los años 50, fue el último con Paul Cattermole como miembro de la banda, dejando el camino para una serie de eventos que fueron desmarañando el tiempo de S Club 7 en el tope de las listas, hecho que causaría, finalmente, la separación de la banda.

### 2002-2003: "Viva S Club" y "Seeing Double"
En marzo de 2002, Paul Cattermole declaró al periódico The Sun que ya era tiempo, para él, de abandonar el grupo, ya que quería regresar a sus raíces roqueras, lo que anunciaba el regreso a las épocas en que había sido parte de una banda de nu metal formada con sus antiguos amigos del colegio. Hablando de su ex proyecto musical, tres meses antes de dejar S Club 7, Paul Cattermole describió a su banda, que se había llamado Skua, como teniendo un estilo Limp Bizkit, así como también comparando su estilo con Rage Against The Machine. Su renuncia a S Club 7 fue como consecuencia de que Skua había decidido reunirse nuevamente, y él encontró un momento perfecto en eso para hacer la transición de pop a rock, mientras los contratos de S Club 7 ya estaban por renovarse. Paul Cattermole permaneció con la banda hasta junio de 2002, apareciendo en 5 de los 13 episodios de la última temporada de sus series de televisión, "Viva S Club", y haciendo su última presentación musical con el grupo para "Party at the Palace", que fue parte de las celebraciones por las bodas de oro de la reina Isabel II.
Después de la salida de Paul Cattermole, habiendo decidido no separarse, los restantes seis miembros permanecieron juntos bajo el nombre S Club. A pesar de perder un integrante del grupo, el futuro seguía siendo positivo, ya que, aunque les producía mucha tristeza ver a Paul Cattermole dejar la banda, fueron encantados por haber extendido sus contratos, lo que significaba que podían esperar nuevo material, nueva serie de televisión, así como también su primera película. Sin embargo, los medios de comunicación de esa época no eran tan optimistas, estableciendo que, ya que ni las Spice Girls o Take That habían sobrevivido una vez perdido uno de sus miembros, iba a ser difícil para S Club continuar juntos en una industria que tiene el horrible hábito de dejar a las bandas en andrajos una vez que el primer miembro partía. Luego de llegar solo al Número 5 en las listas inglesas con su primer sencillo como 6, "Alive" (con voz principal de Bradley McIntosh y Jo O'Meara), el positivismo de S Club se vio disminuido.
Aunque su progresivo estilo musical fue una vez más promovido con la realización de su cuarto álbum de estudio, "Seeing Double", este falló en crear un impacto en las listas de Inglaterra, estancándose en el Número 17. El momento de S Club en el tope de las listas estaba lentamente llegando a su fin, y cuando Jo O'Meara anunció que estaba en una situación de inmovilización vertebral que podría haberla dejado en silla de ruedas, y que, por lo tanto, era incapaz de formar parte de las presentaciones de televisión, el grupo quedó devastado.
En diciembre de 2002, S Club lanzó su primer álbum compilatorio, denominado "Don't Stop Movin'", que contenía una combinación de canciones de "Sunshine" y "Seeing Double".
En abril de 2003, S Club realizó su primera película, "Seeing Double", que pasó a ser el último momento que el grupo se vería junto en pantalla. A diferencia de sus predecesoras series de televisión, la película se trasladó al reino de la fantasía para niños y adolescentes, mostrando al grupo luchando contra el malvado científico Victor Gaghan en su búsqueda de clonar a las estrellas pop del mundo. La realización de la película estuvo marcada por muchos rumores acerca de que el grupo estaba a punto de dividirse, lo que fue rápidamente desmentido por los 6 miembros. Sin embargo, diez días después de la realización de su película, los rumores fueron confirmados el 21 de abril de 2003, cuando se anunció en vivo, durante su último tour, el "S Club United Tour 2003", que, luego de dos sencillos finales y un nuevo álbum compilatorio de sus mejores hits, S Club se terminaría. La banda citó una separación mutua, expresando que era simplemente tiempo de moverse y afrontar nuevos retos. Muchos fanes se sintieron traicionados y decepcionados por la ruptura, así como también enojados debido a que el grupo negaba los rumores solo dos semanas antes del estreno de "Seeing Double". Muchos compararon el fin del grupo al del de la banda pop colega Steps. ya que también habían negado sus intenciones hasta el momento anterior a su separación, luego de que fueran acusados de actuar con codicia y cinismo. Desde la separación, los miembros de S Club han comentado cuán exhaustivo era ser parte de la banda, debido a agitados horarios y largos días de grabación. A pesar de confirmar que la división no era un "final de paja", Hannah Spearritt ha remarcado que el grupo había sentido apropiado el hecho de querer hacer, cada integrante, sus propias cosas. Ella se había sentido constantemente agotada con la banda.
Los sencillos finales fueron lanzados en un solo sencillo, conteniendo las siguientes canciones: "Love Ain't Gonna Wait For You", de su cuarto álbum, "Seeing Double", con voz principal de Jo O'Meara; y "Say Goodbye", una nueva balada que, retornando al estilo de su primer sencillo, tuvo vocales distribuidos entre todos los miembros. Ambas canciones llegaron al Número 2 en Inglaterra, golpeados de la primera posición por la canción "Ignition" de R. Kelly, y fueron incluidas en el segundo álbum compilatorio de la banda, "Best: The Greatest Hits Of S Club 7", realizado en junio de 2003. Esta compilación reunió a todos los sencillos del grupo, con un track previamente nunca realizado, "Everybody Get Pumped", y la canción del álbum "Seven" "Bring The House Down". El álbum llegó al Número 2 en Inglaterra. S Club finalmente se separó luego de la realización de "Say Goodbye" el 26 de mayo de 2003.
El 27 de abril de 2003, se informó que los padres de Hannah Spearritt habían contratado abogados para perseguir el pago de deudas de Simon Fuller hacia ellos, y de su compañía de management. Ellos reclamaban que, de la fortuna de €75 millones que la banda había logrado para Fuller, ellos habían recibido solo €150.000 al año de ello. Hubo también controversia cuando la banda tuvo que viajar en clase económica a América y cuando Simon Fuller no se presentó en el estreno de "Seeing Double". La crítica puesta a Fuller fue similar a aquella de 1997, cuando las Spice Girls lo echaron por ser muy controlador.
Después de la división del grupo, S Club Juniors se renombró como S Club 8, y continuaron hasta grabar la serie de la CBBC llamada "I Dream", realizando su tercer álbum de estudio junto a 5 jóvenes más. Finalmente, se separaron en 2005.

### Luego de S Club 7
Aunque los 7 miembros no han sido nunca vistos de vuelta en escena juntos desde la separación, el grupo ha sido visto unido para apoyarse unos a otros en sus nuevas carreras, como, por ejemplo, apoyando a Jon Lee en "Les Misérables". Rachel Stevens and Jo O'Meara fueron fotografiadas juntas durante los tours universitarios de 2005, mientras que Paul Cattermole y Bradley McIntosh han sido DJs de clubs nocturnos juntos, incluso realizando versiones de "Reach".
En octubre de 2008, los miembros de la banda Paul Cattermole, Bradley McIntosh y Jo O'Meara anunciaron que iban a juntarse como una pieza de tres S Club 3, y comenzaron a hacer un tour alrededor de las universidades y clubs nocturnos de Inglaterra, comenzando el 1 de noviembre de 2008. Las presentaciones contienen canciones tomadas solo del álbum "Best: The Greatest Hits Of S Club 7".

### 2014: Reunión y presentación en Children in Need
El 12 de agosto de 2014 The Sun confirmaba que los 7 miembros de la banda habían firmado un contrato para una gran reunión. Aunque no fue hasta el 20 de octubre que se confirma oficialmente que S Club 7 regresaría el 14 de noviembre para una presentación en Children in Need. Se conoció la nueva página web oficial del grupo y sus cuentas oficiales de Facebook, YouTube, Instagram, Soundcloud y Google+.
Una semana más tarde abrieron una cuenta de VEVO donde subieron videoclips de la banda.[cita requerida]
El lunes siguiente a la presentación, S Club 7 anuncia en una conferencia de prensa que en mayo de 2015 realizarán un tour a través de Reino Unido. En declaraciones a Digital Spy, Jo O'Meara dijo que les gustaría hacer un tour por todo el mundo.

### 2023: Reunión de aniversario y muerte de Paul Cattermole
El 13 de febrero de 2023, y tras semanas de rumores, S Club 7 confirmó a través de sus redes sociales que se reunirían con motivo de la celebración de su aniversario número 25, y que durante el mes de octubre realizarían un tour por el Reino Unido e Irlanda. Ese mismo día, realizaron su primera aparición en un programa de televisión luego de ocho años, en el The One Show de BBC.
Durante el mes de marzo, S Club 7 sin Jon Lee participó de un sketch de Red Nose Day, evento benéfico de Comic Relief junto a Graham Norton, Lulu y Sam Ryder, en el que simulaban audicionar como grupo para participar en el famoso festival Eurovision. Esta fue la última aparición pública de Paul Cattermole.
El 6 de abril de 2023, Paul Cattermole fue encontrado sin vida al interior de su hogar en Dorset, siendo declarada su muerte esa misma tarde. La noticia fue comunicada a la opinión pública por su familia, y finalmente ratificada por la propia banda. Tenía 46 años. Una semana después de su fallecimiento, su compañera de banda y expareja, Hannah Spearritt, aseguró a The Sun que Cattermole era el más emocionado con la gira de reunión que realizarían en octubre.

## Estilo musical
El estilo de música que S Club 7 normalmente frecuenta es el pop, o más específicamente, el bubblegum pop, así como también el pop comercial. Este es, ciertamente, el caso de su primer álbum, "S Club", donde letras sencillas, estructuras de tres acordes y ritmos bailables lo definen. Sus primeros dos sencillos tienen vocales distribuidos igualmente entre los 7 miembros del grupo, y no fue hasta el tercer sencillo, "You're My Number One", que solo uno de ellos tomara voz principal; en este caso, Jo O'Meara. Aunque la banda fuera progresivamente cambiando su estilo a través de los 5 años que estuvieron juntos, incluso en su primer álbum hubo muchas canciones atípicas del género pop: "You're My Number One" y "Everybody Wants Ya" eran de impulsos motown, mientras que "Viva La Fiesta" y "It's A Feel Godd Thing" eran ambas canciones de salsa latina, con impulsos activos.
A través de los años, su estilo y dirección cambió progresivamente con cada nuevo álbum. Su segundo álbum, "Seven", tenía canciones con estilos remotamente removidos de las canciones pop tradicionales, que todas las bandas pop rivales de los noventa estaban haciendo. Con la realización de "Natural", en 2000, S Club 7 exploró un nuevo estilo hacia el R&B. La realización de su tercer álbum, "Sunshine", le dio a la audiencia su mayor cambio. El álbum contenía canciones como la influenciada por la música disco "Don't Stop Movin'", y la balada R&B "Show Me Your Colours". El álbum marcó un enfoque más maduro para la banda.
Con la salida de Paul Cattermole, S Club realizó su cuarto y último álbum de estudio, "Seeing Double", que contenía muchas canciones de estilos todavía no explorados por el grupo. La banda realizó "Alive", que fue un poderoso pack bailable en pistas, un estilo que se continuó en el sencillo siguiente, "Love Ain't Gonna Wait For You". El álbum también contenía muchos otros tracks bailables, y canciones totalmente removidas de su original estilo bubblegum pop, llegando al tema del sexo, según la generación de la CBBC, en "Hey Kitty Kitty". También, en una revisión, refiriéndose a "Gangsta Love", se dijo que el hogar espiritual de S Club es el disco suburbano, y no los clubs subterráneos urbanos, y que su intento de "ir al garage" en "Gangsta Love" terminó siendo divertido en lugar de auténtico.
A lo largo de sus realizaciones, S Club 7 siempre mantuvo sus originales rutas pop, en canciones como "Reach", "You" y "Say Goodbye".

## Discografía
- S Club (1999)
- Seven (2000)
- Sunshine (2001)
- Seeing Double (2002)
- Don't Stop Movin' (2002)
- Best: The Greatest Hits of S Club 7 (2003)
- Best: The Greatest Hits of S Club 7 (2015)

## Filmografía
- Miami 7 (serie de TV).
- Back To The Fifties (especial de TV).
- Boyfriends And Birthdays (especial de TV).
- L.A. 7 (serie de TV).
- Artistic Differences (especial de TV).
- Christmas Special (especial de TV).
- S Club 7 Go Wild (documental).
- Hollywood 7 (serie de TV).
- Viva S Club (serie de TV).
- Seeing Double (película).